# Milzkalne
Milzkalne (anciennement connu sous le nom de Šlokenbeka, en allemand : Schlokenbeck) est un village situé dans le novads d'Engure et rattaché à la municipalité rurale du village voisin de Smārde.

## Histoire
Le village a commencé à se développer autour de 1544 et est mentionné pour la première fois dans les documents archivés au château de Šlokenbeka.

## Galerie

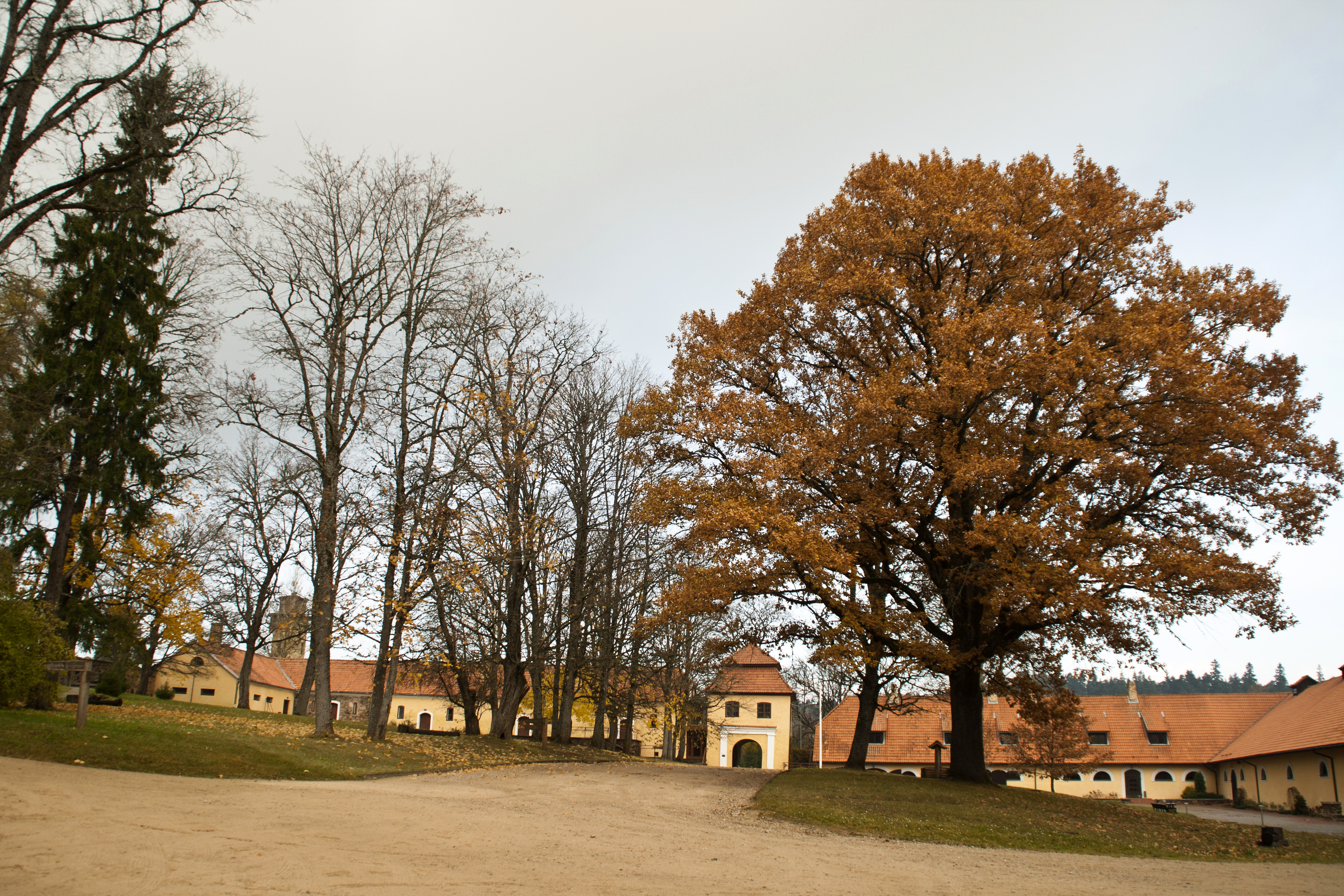
Vue du parc du chateau de Šlokenbeka
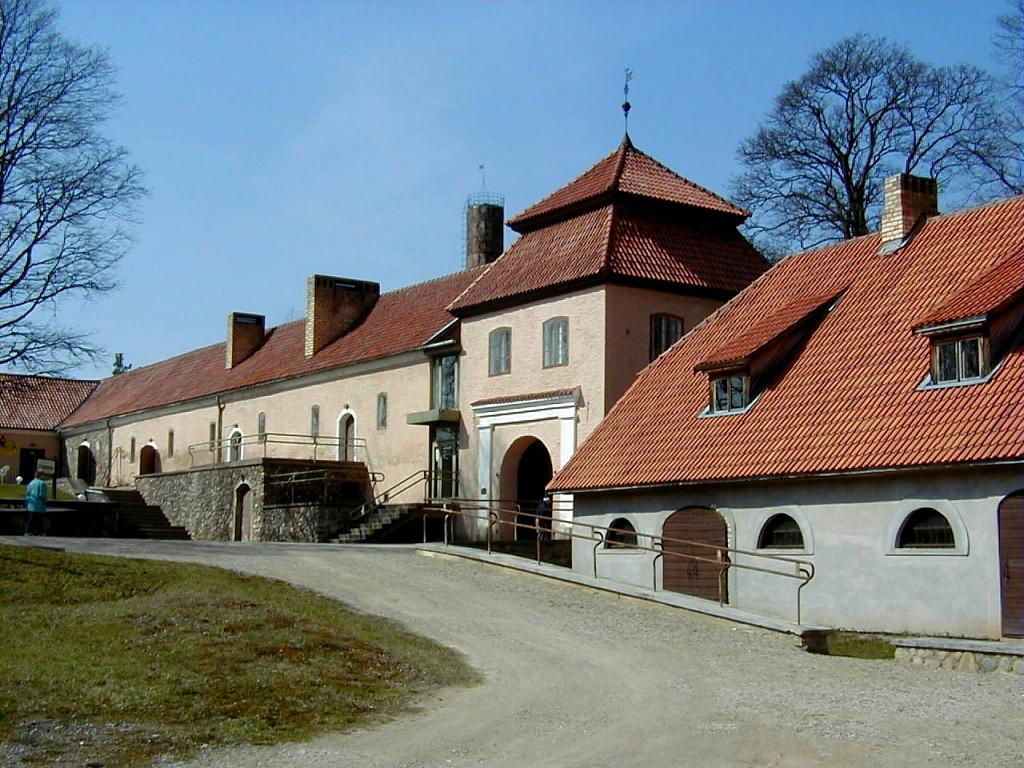
chateau de Šlokenbeka (1)
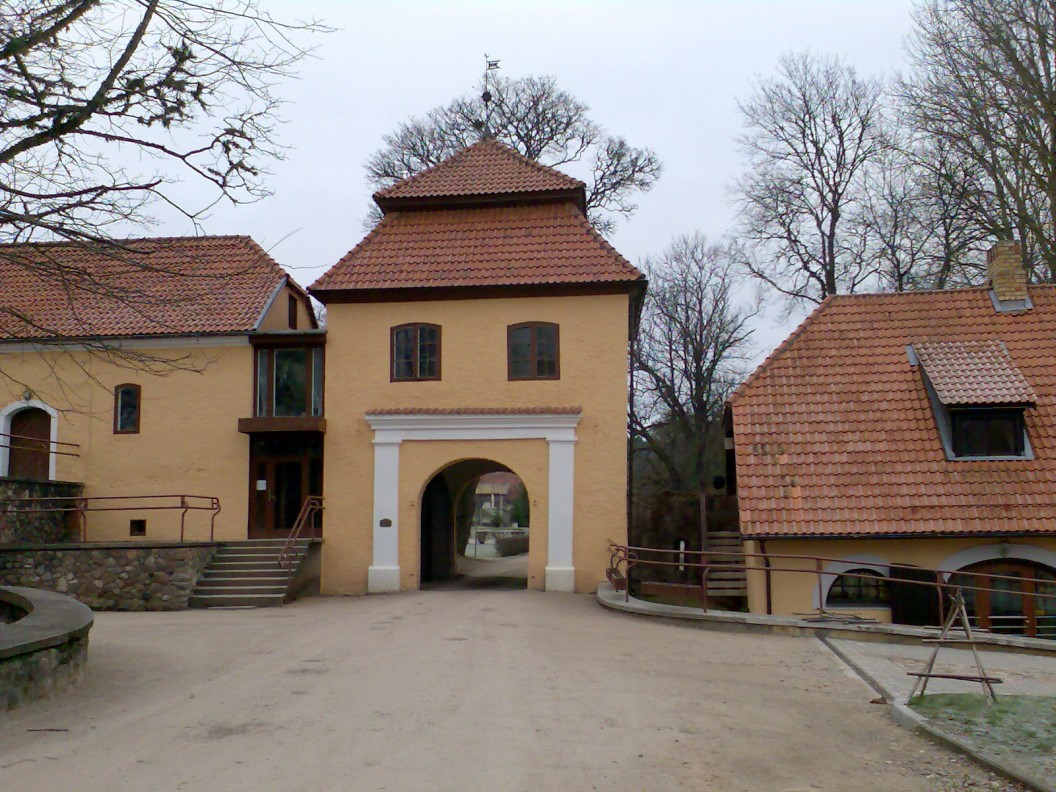
chateau de Šlokenbeka (2)

## Transports
La commune comporte une gare sur la ligne ferroviaire reliant Tukums à Riga.